# Rhizopogon aromaticus
Rhizopogon aromaticus är en svampart som beskrevs av Calonge & M.P. Martín 2000. Rhizopogon aromaticus ingår i släktet Rhizopogon och familjen hartryfflar.   Inga underarter finns listade i Catalogue of Life.